# Gymnostomum dimorphum
Gymnostomum dimorphum là một loài Rêu trong họ Pottiaceae. Loài này được (Müll. Hal.) Sim mô tả khoa học đầu tiên năm 1926.